# ネコノトピアネコノマニア
『ネコノトピアネコノマニア』は、NHK制作の「ニューウェーブ・ドラマシリーズ」で1990年5月2日に放送されたスペシャルドラマである。主演は工藤夕貴。萩原健一が路上で猫や犬を売る役で出演している。萩原と岸田今日子の共演は「傷だらけの天使」を連想させる。
キャッチコピーは、『さわぐだけさわいで死ぬだけさ!! おまえらなんかずーっと生きてろ。私、死んだら猫になる』。

## あらすじ
頼子は登校拒否を続ける高校生。深夜に家を抜け出ては駅の掲示板に「猫」の名前を使って誰に宛てるでもなくメッセージを書きなぐっていた。ある夜、深夜の校庭でひとり走る少年、菅野と出会う。彼は家出をし動物の売買をする男、上田と暮らしていた。上田もまた妻子を捨てて家出し、競馬に狂っているダメ中年である。どこにも行き場のない３人はやがて寄り添うように共同生活をはじめる。社会の隙間は、彼らにとっての安住の地であったのだ。だが、その安らぎにも終わりの時はやってきた…。

## キャスト
- 工藤夕貴[2] - 鈴原頼子
- 真木蔵人 - 菅野治
- 岸田今日子 - 水上まりこ
- 萩原健一[1] - 上田邦夫

## スタッフ
- 製作 - 高橋康夫
- 演出 - 木村淳
- 音楽 - 小野誠彦
- 美術 - 稲葉寿一
- 音響効果 - 鈴木晶博
- 撮影 - 小高文夫
- 照明 - 深谷和生
- 音声 - 藤井芳保
- 技術 - 横山一夫
- 編集 - 松本哲夫
- 脚本 - 藤田一朗、木村淳

## 受賞歴
- 第1回ウンブリアフィクションテレビ祭特別賞受賞
- 平成2年度日本テレビ技術賞本賞（撮影）受賞
- 平成2年度日本テレビ技術賞奨励賞（照明）受賞